# Ametrodiplosis rudimentalis
Ametrodiplosis rudimentalis är en tvåvingeart som först beskrevs av Jean-Jacques Kieffer 1901.  Ametrodiplosis rudimentalis ingår i släktet Ametrodiplosis och familjen gallmyggor. Inga underarter finns listade i Catalogue of Life.